# Einlegegerät
Einlegegeräte sind mechanische Handhabungseinrichtungen, die mit Greifern ausgerüstet sind und vorgegebene Bewegungsabläufe nach einem festen Programm abfahren. Damit wird ein rasches und zuverlässiges Einlegen von Werkstücken in beispielsweise eine Spannvorrichtung gewährleistet und die Arbeitsbelastung des Menschen reduziert.